# ديريك غيبهارد
ديريك غيبهارد (بالإنجليزية: Derek Gebhard)‏ هو لاعب كرة قدم أمريكي، ولد في 15 أكتوبر 1995 في روتا في إسبانيا. شارك مع منتخب الولايات المتحدة تحت 17 سنة لكرة القدم. أما مع النوادي، فقد لعب مع Jacksonville Armada FC ‏.

## وصلات خارجية
- ديريك غيبهارد على موقع قاعدة بيانات كرة القدم.إي يو (الإنجليزية)